# Lackalänga församling
Lackalänga församling var en församling i Lunds stift och i Kävlinge kommun. Församlingen uppgick 1998 i Lackalänga-Stävie församling.

## Administrativ historik
Församlingen har medeltida ursprung. 
Församlingen utgjorde tidigt ett eget pastorat för att därefter till 1998 vara i pastorat med Stävie församling, före 1570-talet och från 1951 som moderförsamling, däremellan som annexförsamling. Församlingen uppgick 1998 i Lackalänga-Stävie församling.

## Kyrkor
- Lackalänga kyrka